# Link farm
Link farm (czyli po polsku farma linków, farma hiperłączy) – duża grupa stron internetowych zawierających skierowane do siebie wzajemnie i do wybranej strony odsyłacze internetowe. Tego rodzaju kompleksy stron są zazwyczaj tworzone automatycznie, a nie ręcznie.
Głównym celem farmy linków jest oszukanie wyszukiwarki internetowej, która określa ranking stron na podstawie liczby odsyłaczy prowadzących do poszczególnych stron (jak Google). Duża liczba łączy przesuwa wskazywaną stronę wyżej w rankingu. Farmy linków są uważane za nadużycie i wyszukiwarki starają się je wykrywać, usuwając też podejrzane strony ze swoich indeksów. Szczególnym rodzajem farm są strony typu Free For All link page. Prymitywną odmianą budowania farm linków był link spam.
Metoda ta jest zaliczana do black hat seo. Najczęściej używanie farm linków kończy się nałożeniem na stronę internetową filtra Google (filtr obniża pozycję strony w wynikach wyszukiwania).
Witryna wyszukiwarki Google pozwala na zgłoszenie stron WWW, które stosują tę metodę.